# Stolnic

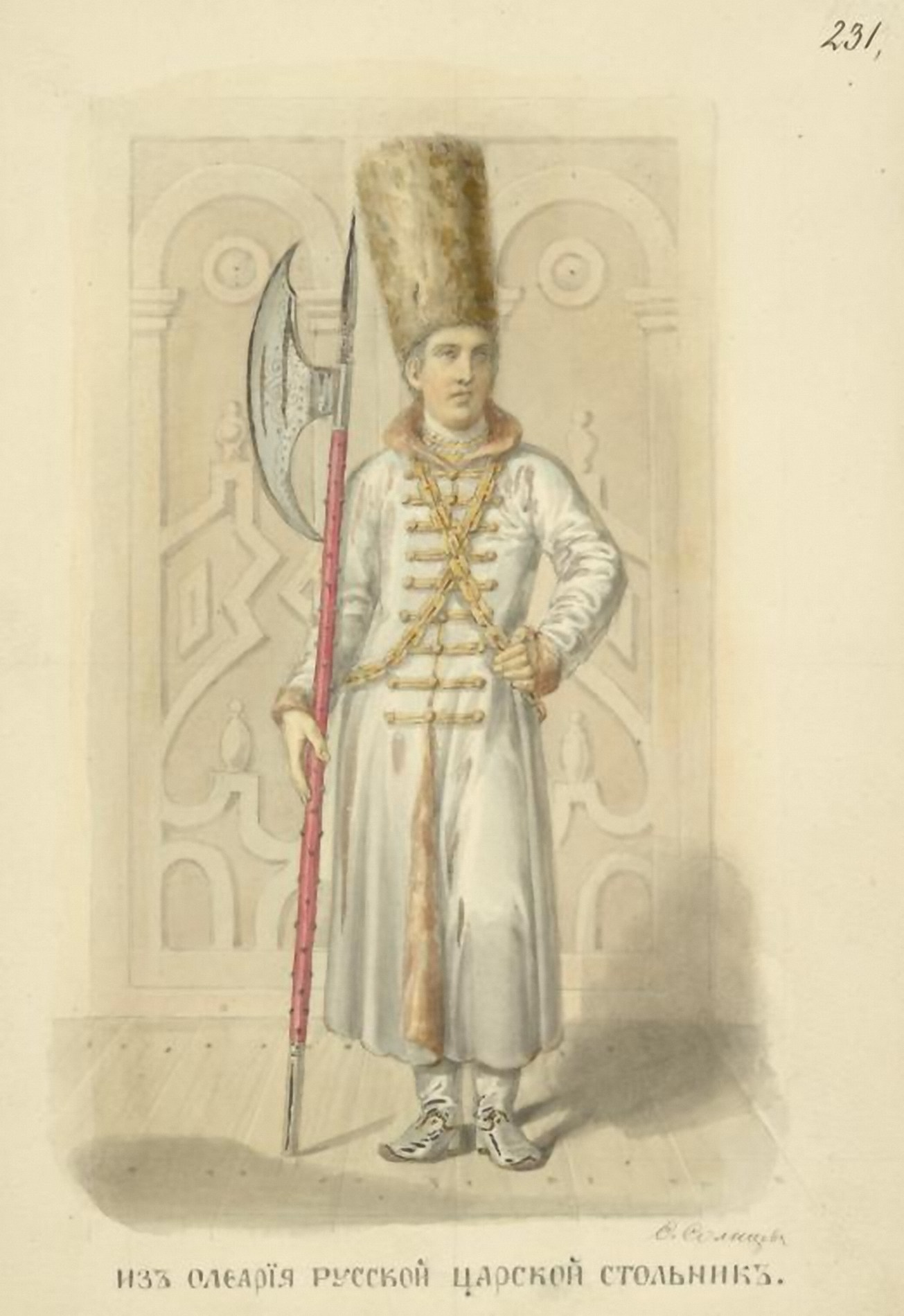
Un stolnic russe

Un stolnic était un rang de boyard (noblesse valaque) et une position à la cour des principautés roumaines de Moldavie et Valachie. Le titre correspond à peu près à celui de sénéchal, et est emprunté du titre slave de stolnik (du mot stol, "table") qui désignait la personne chargée de la table royale. Le mot équivalent en Moscovie et à la cour d'Ivan le Terrible est stolnik, стольник.
Le titre mare stolnic signifie "grand stolnic", ou "sénéchal en chef".
Les premiers usages documentés du titre datent de 1392 en Valachie, et de 1393 en Moldavie.

## Stolnicscélèbres
- Constantin Cantacuzène (cca. 1639-1716), stolnic, diplomate, historien et géographe.